# Culex molestus
Culex molestus là một loài muỗi trong chi Culex. Chúng có nguồn gốc ở Anh, nơi có hệ thống tàu điện ngầm Luân Đôn. Loài muỗi này được cho là du nhập vào miền nam Úc vào thập niên 1940 khi chúng theo chân các binh sĩ Mỹ đến nước này. Chúng là loài ngoại lai ở nước Úc.

## Đặc điểm
Chúng được cho là không cần hút máu trước khi đẻ trứng, thay vì sinh sản trong ao hồ và đầm lầy, loài muỗi culex molestus đã thích nghi với cuộc sống dưới lòng đất, đặc biệt ở những hố rác tự hoại và những ống thoát nước mưa không dùng đến. Không giống những loài muỗi khác, loài muỗi này cũng có thể phát triển trứng mà không cần phải hút máu trước.
Đặc điểm sinh học lạ lùng này của loài muỗi sống dưới lòng đất cho thấy người dân ở các đô thị cần xem khả năng thích nghi đáng kinh ngạc này của muỗi khi thiết kế những hệ thống trữ nước. Trong khi phần lớn loài muỗi gây hại cần máu để phát triển trứng, các con cái của loài culex molestus có thể phát triển và đẻ một mẻ trứng bằng cách sử dụng những chất dinh dưỡng được tích trữ trước đó trong vòng đời của chúng. Hiện tượng này được gọi là sự tự sinh và đã được ghi nhận ở một số loài muỗi. 